# Cagánhajrhan járás (Uvsz)
Cagánhajrhan járás (mongol nyelven: Цагаанхайрхан сум) Mongólia Uvsz tartományának egyik járása. Területe 4000 km². Népessége kb. 3800 fő.
Székhelye Möndőhő (Мөндөөхөө), mely 205 km-re délkeletre fekszik Ulángom tartományi székhelytől.